# Riu Turakina
El Turakina és un riu del sud-oest de l'Illa del Nord de Nova Zelanda. Flueix de la seva font al sud de Waiouru, més o menys paral·lelament al riu Whangaehu, i assoleix el mar 20 quilòmetres cap al sud-est de Wanganui.